# 아라이 고조
아라이 고조(일본어: 荒井 公三, 1950년 10월 24일 ~ )는 일본의 전 축구 선수이다.

## 국가대표팀 경력
그는 1970년 아시안 게임에 참가할 일본 국가대표팀에 발탁되었으며, 12월 10일 말레이시아와의 경기에서 데뷔했다. 1974년 아시안 게임에도 출전했다. 그는 1977년까지 국제 A매치 통산 47경기에 출전, 4득점을 넣었다.

## 통계
| 일본 | 일본 | 일본 |
| 연도 | 출전 | 득점 |
| ---- | ---- | ---- |
| 1970 | 6    | 0    |
| 1971 | 4    | 0    |
| 1972 | 8    | 2    |
| 1973 | 5    | 0    |
| 1974 | 5    | 1    |
| 1975 | 3    | 1    |
| 1976 | 15   | 0    |
| 1977 | 1    | 0    |
| 통산 | 47   | 4    |